# Dino Attanasio

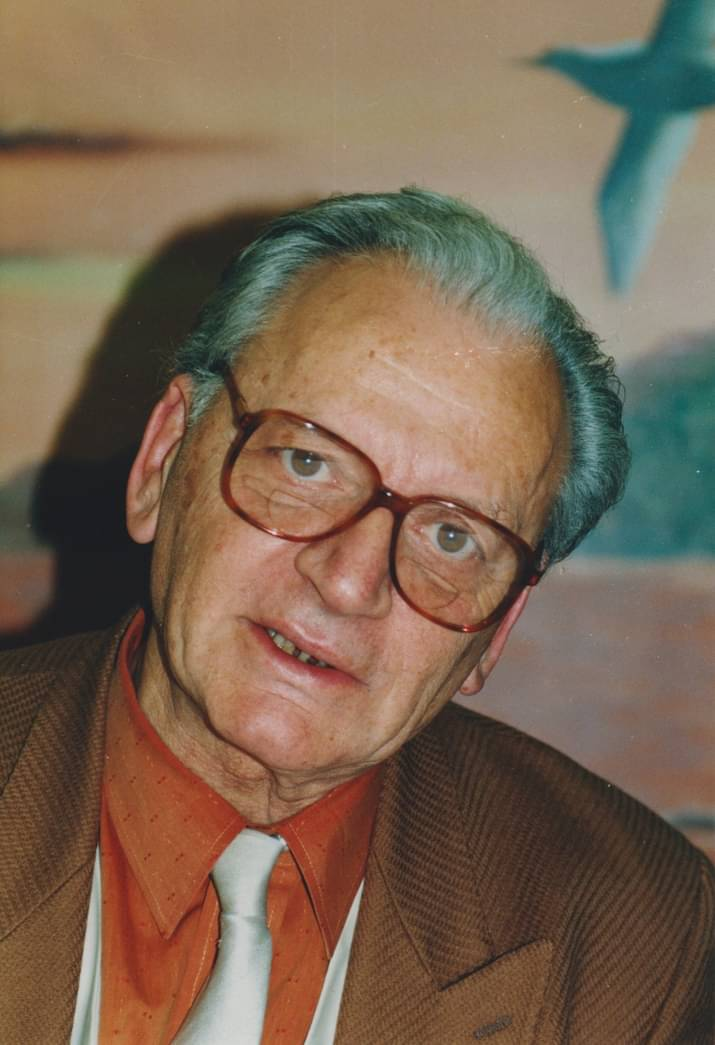
Dino Attanasio, 2010

Edoardo Attanasio alias Dino Attanasio (* 8. Mai 1925 in Mailand) ist ein italienischer Comiczeichner.

## Leben
Als junger Mann wanderte Attanasio nach Belgien aus und wurde Mitarbeiter des Magazins Tintin. Für dieses Magazin gestaltete er insbesondere die Serien Spaghetti (Text: René Goscinny) und Modeste et Pompon (deutsch: Mausi und Paul). Letztgenannte Serie übernahm er von André Franquin. Ab Mitte der 1960er Jahre arbeitete er außerdem für das italienische Magazin Corriere dei Piccoli, für das er die Serien Ambrogio et Gino, Il colonnello Squilla e Pepè und Gianni Flash gestaltete. Für die niederländischen Magazine Pep und Eppo zeichnete er ab 1969 die humoristische Detektivserie Johnny Goodbye (Texte: Martin Lodewijk, Yves Duval und andere). Zu seinem Spätwerk zählt die Erstellung einer Comicversion von Giovanni Boccaccios Decamerone.
In Deutschland ist er vor allem bekannt durch die Reihen Spaghetti, Die Macaronis, Mausi und Paul sowie Johnny Goodbye. Darüber hinaus erschien eine Story von Ambrogio et Gino auf Deutsch unter dem Titel Anatol & Sohn.

## Werke
- Fanfan et Polo (1950–1952)
- Onkel Paul (1951–1953)

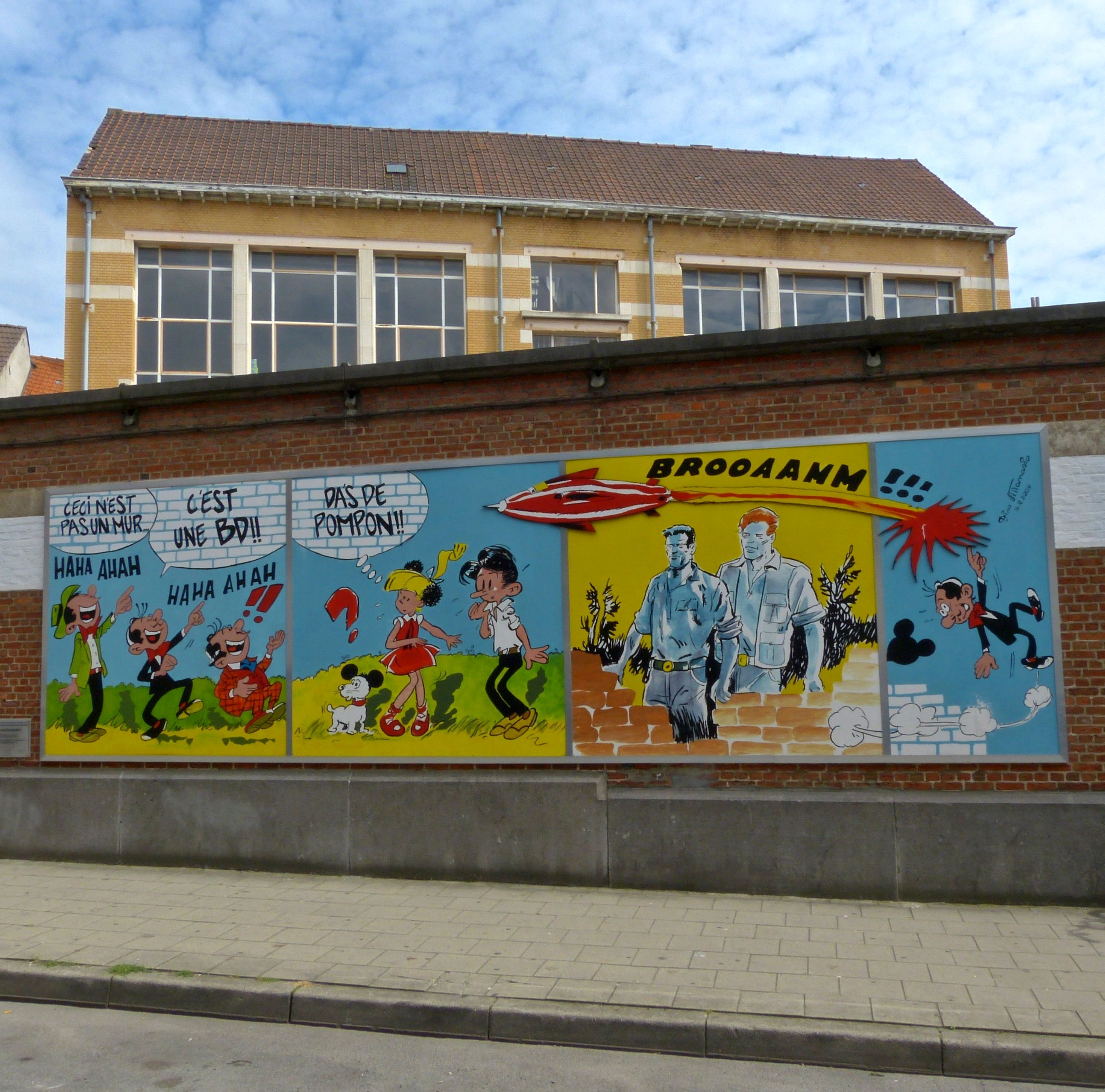
Attanasios Figur Signor Spaghetti in Koekelberg, Belgien

- A l’assaut de l’Everest (1954–1955)
- On a volé Valentine (1954)
- Fawcett le naufragé de la forêt vierge (1956–1957)
- Spaghetti (1957–1986)
- Bob Morane (1959–1962)
- Mausi und Paul (1959–1968)
- Huit chevaux en balade (1964)
- Jimmy Stone (1964–1965)
- Le soleil des damnés (1983)
- Il était une fois dans l’oued (1984)
- Le Décaméron (1991)